# Hampang Hampang
Das Hampang Hampang, auch Ampang Ampang genannt, ist ein Schild aus Indonesien.

## Beschreibung
Das Hampang Hampang besteht in der Regel aus Büffelhaut. Es ist eine altertümliche Schildart, die im indonesischen Raum bis etwa 1893 benutzt wurde. Es ist von der Form rechteckig und wird am unteren Ende etwas schmaler. Die Seiten des Schildes verlaufen bei manchen Versionen etwas konkav. Das Hampang Hampang ist an dem oberen Bereich der Seiten oft mit Pferdehaarbüscheln, oder mit Fasern aus der Ijuk-Pflanze verziert. In Kriegszeiten wurde die obere, horizontale Seite ebenfalls mit weißen Vogelfedern verziert. Die Befestigungslöcher der Dekoration sind auf dem Foto in der Infobox zu erkennen. Der Handgriff auf der Rückseite besteht aus Holz und liegt etwa in der Mitte des Schildes.

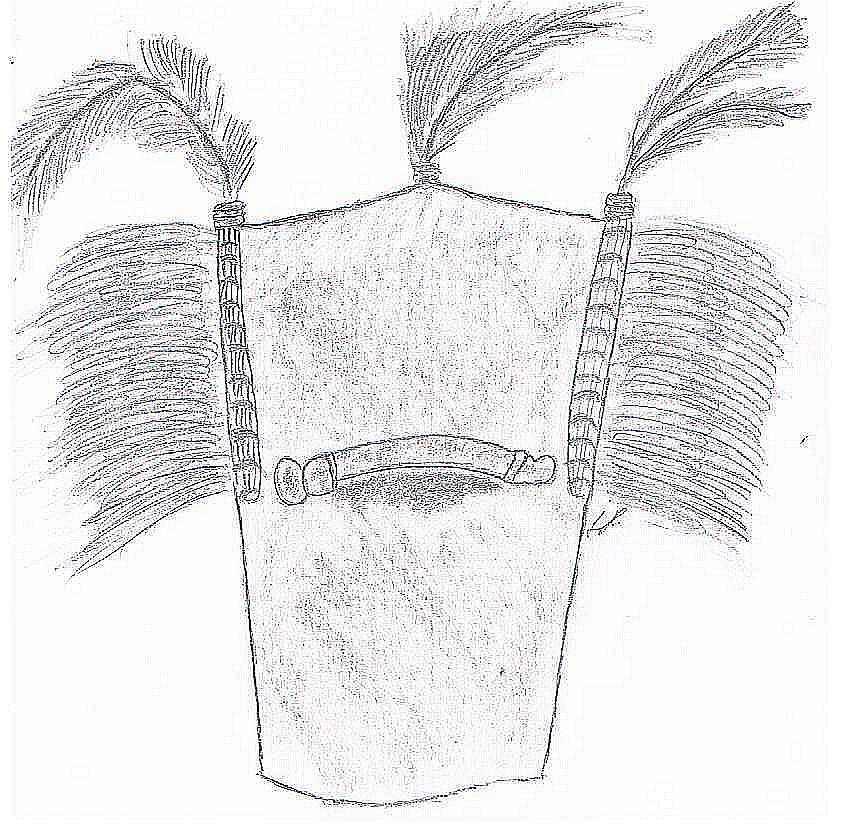
Schild mit Innengriff und Dekorationen